# Козлов, Иван Иванович (Герой Социалистического Труда)
Иван Иванович Козлов (19.01.1921—10.11.1980) — бригадир плотников СМУ № 6 треста «Кировжилстрой» Кировской области, Герой Социалистического Труда (07.05.1971).

## Биография
Родился в деревне Чимбулат, Марий Эл (сегодня Советский район). По специальности плотник, образование 4 класса.
Пришёл в строительство в 1937 году. Отец и дед его были плотниками. В шестнадцать лет Иван захотел стать плотником и рассказал об этом отцу. На следующий день он вместе с отцом пошел на работу и первое задание было сделать топорище. Конечно, не все сразу получилось, изделие походило больше на толкушку. С этого и началась для Ивана Козлова жизнь в профессии. Потом уже доверили окантовку бревен, настил полов оконные и дверные коробки.
Служил с 1940 до 1948 годах в железнодорожных войсках, дошел до Будапешта, воевал с Японией. Строили железнодорожные пути и мосты, восстанавливали на освобожденной от врага территории разрушенные железные дороги. В 1943 году служил в стрелковом батальоне.
После демобилизации вернулся в строительство и стал опять работать плотником. Более 20 лет руководил бригадой плотников, позднее по состоянию здоровья перешёл в столяры. В его трудовой книжке есть единственная запись о приеме на работу — в СМУ № 6. Участвовал в строительстве десятков жилых домов, Драматического театра, Дома Советов, гостиницы «Центральная», Дома политпросвещения, ЦУМа, областной больницы, Дворца пионеров, цирка и многих других объектов. 

## Семья
- Жена — Козлова Таисья Ивановна

Три дочери:
- Лимонова Нина Ивановна
- Шибанова Людмила Ивановна
- Кощеева Наталья Ивановна

Также у него есть четыре внука и три правнука.

## Награды
Награждён медалью «За боевые заслуги». В 1966 году стал кавалером ордена Ленина. В 1971 году удостоен звания Героя Социалистического Труда и второго Ордена Ленина. Отмечен медалью «Серп и Молот». Занесен в книгу трудовой славы Министерства строительства СССР.